# Tempextla
Tempextla är en ort i Mexiko.   Den ligger i kommunen Tepetzintla och delstaten Puebla, i den sydöstra delen av landet, 150 km öster om huvudstaden Mexico City. Tempextla ligger 1 374 meter över havet och antalet invånare är 239.
Terrängen runt Tempextla är kuperad åt nordost, men åt sydväst är den bergig. Tempextla ligger nere i en dal. Runt Tempextla är det ganska tätbefolkat, med 70 invånare per kvadratkilometer. Närmaste större samhälle är Zacatlán, 14,1 km väster om Tempextla. I omgivningarna runt Tempextla växer i huvudsak blandskog.